# Columbia City (Indiana)
Columbia City is een plaats (city) in de Amerikaanse staat Indiana, en valt bestuurlijk gezien onder Whitley County.

## Demografie
Bij de volkstelling in 2000 werd het aantal inwoners vastgesteld op 7077.
In 2006 is het aantal inwoners door het United States Census Bureau geschat op 8121, een stijging van 1044 (14,8%).

## Geografie
Volgens het United States Census Bureau beslaat de plaats een oppervlakte van
13,5 km², geheel bestaande uit land. Columbia City ligt op ongeveer 262 m boven zeeniveau.

## Plaatsen in de nabije omgeving
De onderstaande figuur toont nabijgelegen plaatsen in een straal van 20 km rond Columbia City.